# Масслейс
Масслейс (нід. Maassluis) — муніципалітет у Нідерландах, у провінції Південна Голландія.

## Населення
Станом на 31 січня 2022 року населення муніципалітету становило 34328 осіб. Виходячи з площі муніципалітету 8,48 кв. км., станом на 31 січня 2022 року густота населення становила 4.048  осіб/кв. км.
За даними на 1 січня 2020 року 28,6%  мешканців муніципалітету мають емігрантське походження, у тому числі 9,1%  походили із західних країн, та 19,5%  — інших країн.